# Obereopsis holorufa
Obereopsis holorufa är en skalbaggsart som beskrevs av Stefan von Breuning 1957. Obereopsis holorufa ingår i släktet Obereopsis och familjen långhorningar. Inga underarter finns listade i Catalogue of Life.